# Kink FM
Kink FM is een voormalig Nederlands radiostation dat voornamelijk alternatieve muziek draaide. Het station bestond tussen 1995 en 2011.
Alle programma's werden gepresenteerd. Meer dan de helft van de playlist bestond uit nieuwe muziek. Het station richtte zich met name op moderne rock en pop. Ook singer-songwriter en dance werden uitgezonden. Kink FM was niet via de ether te beluisteren, maar wel via de kabel, satelliet en via het internet.
Op 1 februari 2019 keerde de zender terug onder de naam KINK.

## Ontstaan
Op 1 mei 1991 startte RTL 4 Radio, als non-stop kabel- en satellietradiostation. Eerst werden de uitzendingen vanuit Luxemburg verzorgd aangezien Nederlandse uitzendlicenties nog verboden waren. Op 1 mei 1992 werd dit station opgevolgd door RTL Radio met vooral (classic)hits. Omdat dit niet bij de luisteraars aansloeg, werden het format en de naam gewijzigd in RTL Rock Radio; weer wat later werd het Happy RTL (toen een Haagse FM-frequentie in 1993 gebruikt mocht worden) en daarna nogmaals RTL Rock Radio. Nadat ook deze etherfrequentie in 1994 ingeleverd diende te worden, leidde het classicrockstation een marginaal bestaan als kabelzender. Bij het samengaan van RTL en Veronica op 1 september 1995 in wat de Holland Media Groep zou gaan heten, werd dit station dan ook zonder spijt leeggeruimd. Bij nieuwe partner Veronica leefde namelijk de wens om een alternatief station te beginnen, opgezet door initiatiefnemers Rob Stenders en Jan Hoogesteijn. Rob Stenders, die een groot fan was van het Belgische Studio Brussel, wilde Nederland een alternatief bieden. Dit werd Kink FM, waarvan de eerste uitzending begon op het RTL-kabelkanaal op 1 oktober 1995.
Al snel zakte het aantal luisteraars verder terug en wilden de Luxemburgers de zender hervormen. Ze haalden Amerikaanse onderzoekers naar Nederland, die onder meer adviseerden geen Prince en Portishead meer te draaien maar duidelijk het accent te leggen op alternative. Rob Stenders verliet vervolgens in april 1996 gedesillusioneerd de zender en keerde terug naar de publieke omroep (VARA en Radio 3FM). In de zomer van 1996 bleek de  koerswijziging van Kink FM niet meteen vruchten af te werpen, waarop vrijwel alle dj's ontslagen werden en de zender grotendeels non-stop verderging. Op 2 december 1996 deed Holland Media Groep op initiatief van RTL het station van de hand aan Vereniging Veronica. Kink FM heeft vaak moeten vechten voor haar bestaan.
Kink FM was in vrijwel heel Nederland in FM stereo te beluisteren via de kabel, in heel Europa via de satelliet, via diverse digitale kabelpakketten en in de rest van de wereld via internet. Ook stond de zender in de lijst radiostreams van iTunes. In de zomer en herfst van 2007 werden er testuitzendingen gedaan met de digitale FMeXtra-techniek. Vanaf 2008 was Kink FM ook te ontvangen op veel mobiele telefoons. Van 2005 tot eind 2008 bood Kink FM alle uitzendingen aan als podcast.
De zender heeft verschillende keren geprobeerd om in de ether te komen. In 2003 trok eigenaar Veronica zich voor de verdeling van de etherfrequenties terug met Radio Veronica en Kink FM. De reden was dat het station niet rendabel zou zijn in de ether. In 2011 was er een nieuwe mogelijkheid, maar de eigenaar van Kink FM, V-Ventures (de investeringsmaatschappij van Vereniging Veronica), trok zich op 16 mei terug. Deze keer was de vraagprijs van de overheid voor het frequentiepakket (Kavel A7) te hoog.

## Opzet
De meeste dj's waren in betaalde dienst, slechts enkelen draaiden nog op vrijwillige basis. Arjen Grolleman (Avondland, X-Rated) gold jarenlang als het gezicht van de zender, totdat hij begin 2010 overleed. In de laatste periode van het radiostation waren onder meer Bob Rusche, Jantien van Tol, Martijn Biemans, Henk Kanning, Metha de Vos, Mark van der Molen, Ingrid Pérez, Jan Douwe Kroeske (Twee Meter Sessies, 2 Meter Live, dat ook op het Belgische Studio Brussel werd uitgezonden), Nando Kok, Diederik van Zessen, Leon Verdonschot (Oeverloos) en Def P. (Tegenwicht voor Evenwicht) op de zender te horen.
Eerder werkten presentatoren als Rob Stenders, Fred Siebelink, Alfred Lagarde, Arjan Snijders, Basyl de Groot, Vincent de Lijser, Michiel Veenstra, Floortje Dessing, Luc van Rooij, Ron Bisschop, Ton Wibier, Karel Oosterhuis en Saskia Videler voor Kink FM.
Kink FM zond dikwijls concertopnamen uit onder de noemer 'Kink in Concert'. Verder waren de Kink FM Headlines met daarbij een concertagenda op de zender te horen. Ook zond Kink FM live uit vanaf festivals als Paaspop, Ticket for Tibet, Crossing Border en The Music In My Head.

## Einde
Op 29 juni 2011 maakte V-Ventures bekend geen mogelijkheden meer te zien om Kink FM winstgevend te exploiteren, nadat in dat jaar opnieuw geen bieding was gedaan op een etherfrequentie. Op 1 oktober, de dag dat Kink FM precies 16 jaar bestond, werd er definitief gestopt met de uitzendingen. Op 16 september organiseerde Kink FM voor haar luisteraars een afscheidsfeest in Tivoli in Utrecht. De Kink 40 van 16 september was de laatste hitlijst in verband met de stopzetting van Kink FM. Van 19 september tot en met 30 september 2011 zond Kink FM de Kink 1600 uit, samengesteld door de luisteraars. Het programma X-rated, het oudste programma van Kink FM, is verhuisd naar de Concertzender en de internetstream is op 1 oktober 2011 om zes uur 's ochtends overgenomen door Pinguin Radio, een initiatief van een aantal Kink FM-luisteraars en -deejay's. Op 3 oktober 2011 om drie uur 's middags werd het signaal van Kink FM, dat vanaf 1 oktober om half 1 's nachts slechts stilte was, definitief stopgezet.

## Terugkeer
Op 1 februari 2019 keerde het in 2011 opgeheven radiostation Kink FM terug onder de naam KINK, met Michiel Veenstra als programmadirecteur.